# Przyrost rzeczywisty
Przyrost rzeczywisty – w demografii przyrost dający pełny obraz zmiany liczby mieszkańców danego obszaru. Otrzymywany jest poprzez zestawienie przyrostu naturalnego ze współczynnikami migracji.
Stanowi sumę wielkości przyrostu naturalnego i  salda migracji.
Oblicza się go wzorem: Pr = Pn + Sm, gdzie:
- Pr  oznacza przyrost rzeczywisty
- Pn  oznacza przyrost naturalny
- Sm oznacza saldo migracji